# (12126) Chersidamas
(12126) Chersidamas est un astéroïde troyen de Jupiter découvert le 7 septembre 1999 à Socorro (Nouveau-Mexique) par le LINEAR. Depuis la mise en évidence de sa prédécouverte le 13 septembre 1904 à l'observatoire Yerkes de Williams Bay (Wisconsin) par l'astronome américain Edward E. Barnard, il est considéré comme le premier troyen à avoir été observé, (588) Achille restant le premier à avoir été caractérisé comme tel.